# Brunná (Brunnárflæður)
Het Brunná (Brunnárflæður) is een voormalige ijsbaan in Akureyri in IJsland. De openlucht-natuurijsbaan is geopend in 1950 en gesloten in 1973. De ijsbaan ligt op 7 meter boven zeeniveau. Op deze ijsbaan zijn verschillende IJslandse kampioenschappen allround georganiseerd.

## Nationale kampioenschappen
- 1951 - IJslandse kampioenschappen schaatsen allround
- 1953 - IJslandse kampioenschappen schaatsen allround
- 1961 - IJslandse kampioenschappen schaatsen allround